# 克里米亞意大利人
克里米亞意大利人是烏克蘭克里米亞半島上的的少數民族。

## 歷史
早在羅馬帝國，拜占廷帝國、熱那亞共和國和威尼斯時代，已有義大利人生活在烏克蘭南部和克里米亞。一些來源證實，在18世紀末的敖德薩，十個居民中的一個是意大利人。
在1830年和1870年，有兩次不同從南義大利到黑海地區刻赤的遷徙。這些移民主要是農民和水手，被當地克里米亞海港的就業機會和肥沃的未開發土地吸引。意大利將軍和愛國者加里波底在1825年至1833年間曾在敖德薩地區至少兩次作為水手工作。
在刻赤，他們建立了一個天主教教會，仍然當地人稱為意大利人的教會。在20世紀初，意大利人的數目已多至擁有一個小學和一個圖書館。他們也有自己發行的報紙。根據烏克蘭統計檔案所載的資料，在刻赤的意大利居民於1897年佔人口的1.8％，在1921年佔2％，共3000人。

## 驅逐出境
俄羅斯共產革命後，許多義大利人被認為是法西斯主義者，被迫回流義大利。
1920年至1930年間，許多反法西斯義大利人在蘇聯尋求庇護，被莫斯科送到刻赤，組織當地義大利人社區。根據蘇聯農業集體化的計劃，義大利人被迫創造一個叫做Sacco e Vanzetti的集體農莊，拒絕遵守的人被迫離開或被驅逐出境。根據1933年的人口普查，刻赤地區的義大利人的數量已經下降了1.3％。
在1936年和1938年之間，在斯大林的大清洗期間，許多義大利人被指控為間諜和在字面上消失。
當1942年德國軍隊征服烏克蘭和克里米亞時，義大利人和伏爾加德意志人一樣被驅逐到哈薩克斯坦。這次驅逐於1942年1月29日開始，持續到3月，當火車抵達阿特巴薩爾後，囚犯被轉移到勞改營，一半人在旅行期間死亡，以及許多其他人在拘留期間死亡。
少數幸存者至赫魯雪夫當政時回到刻赤，一些義大利家庭則分散在蘇聯的其他領土，主要是在哈薩克斯坦和烏茲別克斯坦。

## 現代
現在生活在刻赤的義大利人有3,000人，截至2012年，俄羅斯仍未平反當年驅逐義大利人一事。